# ゴーチ・ブラザーズ
有限会社ゴーチ・ブラザーズ（英表記：GORCH BROTHERS,Ltd.）は、東京都世田谷区に所在する日本の舞台制作会社、芸能事務所。

## 概要
長塚圭史主宰の演劇プロデュースユニット「阿佐ヶ谷スパイダース」の制作部を前身とする。2004年6月に法人格を取得し、俳優マネジメント部を設立した。「阿佐ヶ谷スパイダース」「葛河思潮社」の公演をはじめとし、それ以外の演劇公演のプロデュースや制作も幅広く展開している。「阿佐ヶ谷スパイダース」のメンバー以外にも他劇団に所属する俳優・劇作家・演出家のマネジメントも手掛けている。
社団法人日本劇団協議会会員。財団法人舞台芸術財団演劇人会議会員。

## 舞台制作作品

### プロデュース公演
- 真心一座身も心も 第二章『流れ姉妹〜ザ・グレートハンティング〜』（2007年10月6日 - 21日、赤坂RED/THEATER）
- the company オフ・ブロードウェイ・シリーズ『バーム・イン・ギリヤド』（2008年4月4日 - 20日、新宿シアター・モリエール）
- the company world premiere『1945』（2008年10月25日 - 11月3日、世田谷パブリックシアター）
- サバダミカンダ #001『スタンレーの魔女』（2008年12月11日 - 23日、赤坂RED/THEATER）
- 真心一座身も心も『流れ姉妹 たつことかつこ 〜獣たちの夜〜』（2009年2月18日 - 3月8日、本多劇場 ほか）
- 真心一座身も心も 第一章再演『流れ姉妹 たつことかつこ』（2010年8月19日 - 28日、TOKYO FM HALL）

### 制作協力公演
- 『真昼のビッチ〜The Bitch Shouts in the Midday.〜』（2004年7月 - 8月）
- 劇団、本谷有希子『腑抜けども、悲しみの愛を見せろ』（2004年11月）
- O.N.アベックホームラン『頭ビョンこころの銃』（2004年11月）
- damim『ハイキング フォー ヒューマン ライフ』（2005年8月 - 9月）
- 青山円形劇場+ゴーチ・ブラザーズ共同プロデュース公演『胎内』（2005年10月20日 - 30日、青山円形劇場）
- O.N.アベックホームランBEST『ちがいます』（2006年2月）
- 凧の箱 -KITE'S BOX-『なにげないもの』（2006年7月）
- 男子はだまってなさいよ!『宇宙戦争』（2006年8月）
- りゅーとぴあ能楽堂シェイクスピアシリーズ『マクベス』'07（2007年3月 - 4月）
- 赤坂RED/THEATERプロデュースVOL.1『絢爛とか爛漫とか』（2007年5月）
- 宇宙レコード『ダイブして、いますぐ、ほら。』（2007年6月）
- O.N.アベックホームラン4『セプテンバーホール〜9月の散らかった穴〜』（2007年9月）
- ヨーロッパ企画第25回公演『火星の倉庫』（2007年12月）
- りゅーとぴあ能楽堂シェイクスピアシリーズ第五弾『ハムレット』（2007年12月）
- 『GIFT』（2007年12月）
- ギンギラ太陽s『翼をくださいっ!さらばYS-1』（2008年1月）
- 赤坂RED/REVOLUTION『東京』（2008年3月）
- 『春子ブックセンター』（2008年6月）
- 『中丸君の楽しい時間』（2008年8月）
- ヨーロッパ企画第26回公演『あんなに優しかったゴーレム』（2008年8月）
- りゅーとぴあ能楽堂 シェイクスピアシリーズ 『冬物語』（2008年8月）
- 『昭和島ウォーカー』（2008年11月）
- ギンギラ太陽's『BORN TO RUN さよなら初代0系新幹線〜引退記念スペシャルバージョン〜』（2008年11月）
- 『GIFT』（2008年12月）
- 『if　or　…』（2009年1月）
- 宇宙レコード『鉄棒ファン』（2009年7月）
- ヨーロッパ企画27回公演『ボス・イン・ザ・ズカイ』（2009年7月）
- 『ヘッダ・ガブラー』（2009年7月）
- りゅーとぴあ能楽堂シェイクスピアシリーズ『テンペスト』（2009年7月）
- YOSHIMOTO presents スーパーチャンプルシアター『未来サイボーグVS七匹の妖怪』（2009年8月）
- 地球ゴージャス『星の大地に降る涙』（2009年8月）
- 『俺たちは天使だ!』（2009年9月）
- 『雨の日の森の中』（2009年11月）
- ヨーロッパ企画28回公演『曲がれ!スプーン』（2009年12月）
- 『if or …?　F〜M』（2010年2月）
- 柿喰う客『The Heavy User』（2010年2月）
- 柿喰う客『露出狂』（2010年5月）
- 彼方からのうた -SONG FROM FAR AWAY-（2024年8月2日 - 13日、原作：サイモン・スティーヴンス（英語版）・マーク・アイツェル（英語版）、翻訳：髙田曜子、演出：桐山知也、吉祥寺シアター） - 主催・企画製作[2]

## 所属アーティスト
- 中山祐一朗
- 伊達暁
- 富岡晃一郎
- 町田マリー
- 玉置玲央
- 市川しんぺー
- 松居大悟
- 中屋敷法仁
- 永島敬三
- 田中穂先
- 笠松はる
- 鳥越裕貴